# Liste der Baudenkmale in Schöneiche bei Berlin
In der Liste der Baudenkmale in Schöneiche bei Berlin sind zunächst alle Baudenkmale der brandenburgischen Gemeinde Schöneiche bei Berlin aufgelistet. Grundlage ist die Veröffentlichung der Landesdenkmalliste mit dem Stand vom 31. Dezember 2021.

## Legende
In den Spalten befinden sich folgende Informationen:
- ID-Nr.: Die Nummer wird vom Brandenburgischen Landesamt für Denkmalpflege vergeben. Ein Link hinter der Nummer führt zum Eintrag über das Denkmal in der Denkmaldatenbank. In dieser Spalte kann sich zusätzlich das Wort Wikidata befinden, der entsprechende Link führt zu Angaben zu diesem Denkmal bei Wikidata.
- Lage: die Adresse des Denkmales und die geographischen Koordinaten. Link zu einem Kartenansichtstool, um Koordinaten zu setzen. In der Kartenansicht sind Denkmale ohne Koordinaten mit einem roten beziehungsweise orangen Marker dargestellt und können in der Karte gesetzt werden. Denkmale ohne Bild sind mit einem blauen bzw. roten Marker gekennzeichnet, Denkmale mit Bild mit einem grünen beziehungsweise orangen Marker.
- Bezeichnung: Bezeichnung in den offiziellen Listen des Brandenburgischen Landesamtes für Denkmalpflege. Ein Link hinter der Bezeichnung führt zum Wikipedia-Artikel über das Denkmal.
- Beschreibung: die Beschreibung des Denkmales
- Bild: ein Bild des Denkmales und gegebenenfalls einen Link zu weiteren Fotos des Baudenkmals im Medienarchiv Wikimedia Commons

## Allgemeines
| ID-Nr.   | Lage                   | Bezeichnung                                                                                                  | Beschreibung | Bild           |
| -------- | ---------------------- | --- | ------------ | -------------- |
| 09115142 | Kleinschönebeck (Lage) | Satzung über den Schutz des Denkmalbereiches Angerdorf Kleinschönebeck in der Gemeinde Schöneiche bei Berlin |              | weitere Bilder |

## Baudenkmale in den Ortsteilen

### Fichtenau
| ID-Nr.   | Lage                   | Bezeichnung                                 | Beschreibung | Bild           |
| -------- | ---------------------- | ------------------------------------------- | ------------ | -------------- |
| 09115344 | Kurze Straße 11 (Lage) | Reichsparteischule der KPD (heute Wohnhaus) |              | weitere Bilder |

### Kleinschönebeck
| ID-Nr.                       | Lage              | Bezeichnung                   | Beschreibung | Bild           |
| ---------------------------- | ----------------- | ----------------------------- | --- | -------------- |
| 09115001                     | Dorfaue 8 (Lage)  | Wohnhaus (heute Heimatmuseum) | Das Heimatmuseum Schöneiche ist das älteste noch bestehendes Gebäude in Schöneiche mit erhaltener Schwarzer Küche. Erbaut wurde es Mitte des 18. Jahrhunderts. | weitere Bilder |
| 09115411                     | Dorfaue 16 (Lage) | Scheune und Hofturm           | | weitere Bilder |
| 0911 Teilobjekt zu: 09115411 | Dorfaue 16 (Lage) | Taubenturm                    | | BW             |
| 0911 Teilobjekt zu: 09115411 | Dorfaue 16 (Lage) | Scheune                       | | BW             |
| 09115496                     | Dorfaue 21 (Lage) | Dorfkirche                    | | weitere Bilder |

### Schöneiche bei Berlin
| ID-Nr.                           | Lage                         | Bezeichnung                                             | Beschreibung | Bild           |
| -------------------------------- | ---------------------------- | ------------------------------------------------------- | --- | -------------- |
| 09115307                         | Am Märchenwald 1 (Lage)      | Speicher                                                | Der Raufutterspeicher gehörte zum ehemaligen Gut. Der Fachwerkbau wurde im Jahre 1749 erbaut. | weitere Bilder |
| 09115507                         | Dorfstraße (Lage)            | Torpfeiler des alten Gutshofes                          | Die Torpfeiler stammen aus dem 18. Jahrhundert und standen an der Zufahrt des ehemaligen Herrenhauses. Dieses Herrenhaus wurde 1949 abgerissen.                                                   | weitere Bilder |
| 09115347                         | Dorfstraße 14 (Lage)         | Jägerhaus (Lützow-Haus)                                 | Ein altes Jägerhaus (Lützow-Haus), in dem Lützow während der Befreiungskriege von einer Verwundung geheilt wurde, heute ein später errichtetes Wohnhaus an der Stelle mit einer Erinnerungstafel. | weitere Bilder |
| 09115086                         | Dorfstraße 21 (Lage)         | Gutskämmerei (heute Wohnhaus)                           | | weitere Bilder |
| 09115413                         | Dorfstraße 23 (Lage)         | Wohnhaus                                                | | weitere Bilder |
| 09115308                         | Dorfstraße 38 (Lage)         | Schlosskirche mit Grabmal für Friedrich Wilhelm Schütze | Die barocke Schlosskirche mit Grabmal für Friedrich Wilhelm Schütze und mehrere Vertreter der Familie Krummensee wird im 21. Jahrhundert als Veranstaltungsort genutzt.                           | weitere Bilder |
| 09115874 Teilobjekt zu: 09115308 | Dorfstraße 38 (Lage)         | Grabmal                                                 | Das Grabmal ist dem Bankier Friedrich Wilhelm Schütze gewidmet. Der Entwurf und die Ausführung stammen von Johann Gottfried Schadow. Datiert wird das Grabmal auf das Jahr 1797.                  | weitere Bilder |
| 09116006 Teilobjekt zu: 09115308 | Dorfstraße 38 (Lage)         | Orgel                                                   | | BW             |
| 09115753                         | Rahnsdorfer Straße 54 (Lage) | Wohnhaus                                                | | weitere Bilder |

## Ehemalige Baudenkmale
| ID-Nr. | Lage                                                   | Bezeichnung           | Beschreibung | Bild           |
| ------ | ------------------------------------------------------ | --------------------- | --- | -------------- |
|        | Schöneiche bei Berlin Geschwister-Scholl-Straße (Lage) | Sowjetisches Ehrenmal | Das Ehrenmal steht zum größten Teil auf Berliner Gebiet und ist in der Berliner Denkmalliste als Gartendenkmal eingetragen (09046025). Die Gemeinde Schöneiche bei Berlin ist weiter für die Pflege des Denkmals zuständig. Wegen der Doppelung ist es hier in der Liste zu Schöneiche bei Berlin gestrichen worden. | weitere Bilder |